# Tävelsåssjön
Tävelsåssjön är en sjö i Växjö kommun i Småland och ingår i Mörrumsåns huvudavrinningsområde. Sjön har en area på 0,427 kvadratkilometer och ligger 153 meter över havet.

## Delavrinningsområde
Tävelsåssjön ingår i det delavrinningsområde (629341-143905) som SMHI kallar för Mynnar i Yttre Kanalen. Medelhöjden är 160 meter över havet och ytan är 25,65 kvadratkilometer. Det finns inga avrinningsområden uppströms utan avrinningsområdet är högsta punkten. Vattendraget som avvattnar avrinningsområdet har biflödesordning 4, vilket innebär att vattnet flödar genom totalt 4 vattendrag innan det når havet efter 76 kilometer. Avrinningsområdet består mestadels av skog (52 %), öppen mark (13 %) och jordbruk (29 %). Avrinningsområdet har 0,41 kvadratkilometer vattenytor vilket ger det en sjöprocent på 1,6 %. Bebyggelsen i området täcker en yta av 0,31 kvadratkilometer eller 1 % av avrinningsområdet.